# Eric Greitens
Eric Robert Greitens (San Luis, Misuri; 10 de abril de 1974) es un expolítico estadounidense y ex SEAL de la Marina que fue el 56.º gobernador de Misuri desde enero de 2017 hasta junio de 2018. Dimitió ese mes en medio de acusaciones de agresión sexual e irregularidades en la financiación de la campaña.

## Biografía
Nacido y criado en San Luis, hijo de Becky y Rob Greitens. La madre de Greitens era profesora de educación especial y su padre era contable del Departamento de Agricultura de Misuri. Su madre es judía y su padre católico; Greitens fue criado como judío. Creció en una familia demócrata.
Greitens se graduó en la Universidad de Duke en 1996. Ganó una beca Harry S. Truman y fue seleccionado como becario Rhodes, lo que le permitió cursar estudios de posgrado en la Universidad de Oxford.
Greitens se matriculó en la Escuela de Aspirantes a Oficial de la Marina de los Estados Unidos en Pensacola, Florida, en enero de 2001, y se graduó en mayo de ese año como alférez en la Reserva de la Marina de los Estados Unidos.

## Trayectoria
Durante sus cuatro misiones como oficial de los SEAL de la Marina estadounidense, alcanzó el rango de capitán de corbeta. Dirigió una unidad contra Al Qaeda y fue condecorado con la Estrella de Bronce y el Corazón Púrpura. En 2013, Time lo incluyó en su lista de las 100 personas más influyentes del mundo. Greitens renunció a su comisión en la Reserva de la Marina el 1 de mayo de 2021, dos meses después de que lanzó su campaña para el Senado de EE. UU.
Demócrata durante sus primeros años de vida, Greitens anunció en 2015 que se había hecho republicano. Se presentó a las elecciones a gobernador de Misuri como republicano en 2016. En el estado predominantemente republicano, Greitens se impuso a tres oponentes en las primarias republicanas. Derrotó al fiscal general demócrata de Misuri, Chris Koster, en las elecciones generales. Fue el primer gobernador judío de Misuri.  Uno de los logros más destacados de Greitens en el cargo fue la firma de la ley de derecho al trabajo de Misuri, que posteriormente fue derogada por referéndum en todo el estado.
En febrero de 2018, Greitens fue acusado de delito grave de invasión de la privacidad y más tarde de delitos relacionados con la campaña. Fue acusado de un delito grave de manipulación informática en abril de 2018; todos los cargos fueron retirados en mayo de 2018. Greitens renunció a su cargo el 1 de junio de 2018, después de que la Asamblea General de Misuri iniciara una sesión especial para considerar la destitución. A principios de 2018, la ex peluquera de Greitens lo había acusado de agresión sexual. Un Comité Especial de Investigación bipartidista de la legislatura del estado de Misuri consideró que la mujer era "creíble en general" y emitió un informe sobre el incidente.
En 2022, Greitens intentó volver a ocupar un cargo público, presentándose al escaño del Senado de Estados Unidos que dejaría vacante Roy Blunt en las elecciones de 2022. Perdió las primarias republicanas frente al fiscal general de Misuri, Eric Schmitt, que ganó las elecciones generales.